# Johannes Nicolaus Brønsted
Johannes Nicolaus Brønsted (22. února 1879, Varde – 17. prosince 1947, Kodaň) byl dánský fyzikální chemik.

## Život
V roce 1899 získal diplom v chemickém inženýrství a v roce 1908 doktorát na Kodaňské univerzitě. Okamžitě byl zaměstnán jako profesor anorganické a fyzikální chemie v Kodani. V roce 1903 si vzal za ženu Charlottu Louise Warberg.[zdroj⁠?!]
V roce 1906 napsal první ze svých prací o elektronové afinitě. Roku 1923 (simultánně s Thomasem Martinem Lowrym) založil Brønsted-Lowryovu teorii kyselin a zásad (jednu z definic pojmu kyselina).
Za druhé světové války odporoval nacistům, díky čemuž byl v roce 1947 zvolen do dánského parlamentu, brzy po volbách však zemřel.

## Ocenění
výběr
- 1928 – Ørstedova medaile dánské Selskabet for naturlærens udbredelse
- 1929 – člen American Academy of Arts and Sciences
- 1947
  - čestný doktorát University of London
  - člen Národní akademie věd Spojených států amerických